# NGC 1527
NGC 1527 ist eine linsenförmige Galaxie vom Hubble-Typ SB0-a im Sternbild Pendeluhr am Südsternhimmel. Sie ist schätzungsweise 47 Millionen Lichtjahre von der Milchstraße entfernt.
Das Objekt wurde am 28. September 1826 von James Dunlop entdeckt.